# Miss You Most (at Christmas Time)
Miss You Most (at Christmas Time) är en julsång, skriven och framförd 1994 av sångerskan Mariah Carey från USA tillsammans med Walter Afanasieff till Mariah Careys julalbum Merry Christmas. Sången handlar om att Mariah Carey saknar sin älskade mest under julen.